# Annei
Keizer Annei (安寧天皇, Annei-tennō) was de derde keizer van Japan, volgens de traditionele opvolgvolgorde.
Prins Shikitsuhikotamademi no Mikoto was volgens de Nihon shoki (720) de oudste zoon van keizer Suizei en keizerin Isuzuyorihime no Mikoto, een dochter van de god Kotoshironushi no Kami. Dezelfde kroniek situeert zijn geboorte in het vijfde jaar van Suizeis bewind (577 v.Chr.). Japans oudste kroniek, Kojiki (712) daarentegen noemt als moeder Kawamatabime, een afstammelinge van Shiki no Agatanushi. In het 25e jaar onder keizer Suizei verwerft hij de status van kroonprins (kōtaishi). Hij bestijgt acht jaar later, bij de dood van zijn vader (549 v.Chr.), de troon en verplaatst de hofstad naar Katashioukiana no Miya. Als traditionele plaats van zijn paleis vermeldt Teiō-hen nenki de noordregio van Yamato-kuni Takechi-gun Unebi-yama. Daarop gebaseerd identificeert Washū kyūseki yūkō de moderne locatie met het noorden van Shijō in de stad Kashihara , prefectuur Nara. Echter, volgens commentaren op de Kojiki (Kojiki-den) moet, op basis van toponiemen als Katakami e.d., zijn hoofdverblijf gevonden worden in het land tussen de rivieren de Yamato-gawa en de Ishikawa 石川 die beide door de stad Kashiwara (stadsprefectuur Osaka) stromen.
Over de identiteit van zijn gemalin zijn de kronieken het evenmin eens. De Kojiki vermeldt Akutohime de dochter van Shiki no Agatanushi Hae als keizerin terwijl de Nihon shoki melding maakt van Nunasokonakatsuhime no Mikoto, de dochter van Kamo no Kimi (een kleinzoon van Kotoshironushi no Kami). Na een regeerperiode van 38 jaar – postuum Annei (vrede en rust) gedoopt – stierf de keizer in de leeftijd van 49 jaar (Kojiki; 67 jaar volgens de Nihon shoki). Hij liet meerdere kinderen na waaronder Ōyamatohikosukitomo no Mikoto, de latere keizer Itoku. Keizer Annei werd bijgezet in de grafheuvel Unebiyama-no-hitsujisaru-no-mihotonoi-no-e no Misasagi die zich bevindt op het grondgebied van Yoshida-chō (stad Kashihara). Behoudens de belangrijkste genealogische informatie zijn geen verdere gegevens of legenden omtrent de keizer via Japans oudste kronieken overgeleverd.
* Regent Jingu staat niet op de traditionele lijst.